# Xuxa (programa de televisão)
Xuxa foi um programa de televisão estadunidense do gênero game show, inspirado no programa de televisão brasileiro Xou da Xuxa, criado por Tom Lynch e Marlene Mattos. Produzido pela MTM Enterprises, foi exibido em sindicação nos Estados Unidos de 1993 a 1997, totalizando 65 episódios.O show era dividido em blocos, onde diferentes jogos eram apresentados, e contava com a participação de celebridades, além de oferecer lições educativas.
Em 1992, o programa esteve em disputa entre a MTM Enterprises e a DiC Entertainment, que tinham propostas distintas para a apresentadora brasileira. Xuxa decidiu pela MTM, considerando suas ideias mais atraentes. A estreia aconteceu em 13 de setembro de 1993, totalmente baseada no Xou da Xuxa, mas com algumas adaptações, como as Paquitas, que foram renomeadas como US Pixies, e os personagens Jelly, um urso panda, e Jam, um jaguar, que ajudavam Xuxa no palco.

## Enredo
| “ | Xuxa, uma apresentadora infantil de 30 anos de idade, e suas dançarinas / adolescentes country (chamadas Pixies) saudam os jovens, respondendo perguntas, guiando eles em elaborados games, com temas diversos, que englobam todas as nações, cantam e dançam, dão autógrafos e beijos. | ” |

Xuxa é um game show, baseado no programa de televisão brasileiro Xou da Xuxa, que aborda diversos jogos, que estimulam o aprendizado das crianças, com atividades diversas, que são guiadas tanto pela apresentadora como por seus assistentes, Jelly, o panda (E. E. Bell) e Jam, o jaguar (Mark Caso). O programa é dividido em cerca de cinco blocos, que serviam para comerciais, assim como no Brasil. Durante os blocos, ela chama algumas crianças do palco para games interativos, aonde no final, todas ganham prêmios. Em outros blocos, Xuxa recebia profissionais diversos como esqueitistas, nadadores, treinadores de animais, entre outros, que mostravam seu trabalho. Ela também recebeu algumas pessoas famosas, como Mary-Kate e Ashley Olsen.
Ela também cantava versões de suas músicas conhecidas durante o programa, e no final, dava um beijo em uma criança escolhida no palco.

## História

### Antecedentes
Em 1992, durante seu sucesso no Brasil e em países da América Latina, como a Argentina, com os programas Xou da Xuxa e El show de Xuxa, Xuxa atraiu o interesse de empresas como MTM Enterprises e DiC Entertainment, que disputaram a oportunidade de desenvolver um programa nos Estados Unidos. No entanto, a apresentadora optou por recusar os convites, argumentando que precisava primeiro aprender inglês antes de considerar a realização de um programa no mercado estadunidense.

### Desenvolvimento e exibição
Em 1993, Xuxa revisitou a ideia de um programa nos Estados Unidos, firmando contrato com a MTM Enterprises, que desejava criar um projeto baseado em seu programa original. Em contraste, a DiC Entertainment apresentava uma proposta totalmente distinta. O programa foi planejado para ter 65 episódios na primeira temporada, sendo gravado nos estúdios da CBS Television City em Hollywood, com exibição pelo The Family Channel, voltado para crianças de 2 a 11 anos. A MTM Productions, predecessora da MTM Enterprises, era reconhecida por sua qualidade na produção televisiva nas décadas de 1970 e 1980.
As despesas de produção semanal foram orçadas entre US$ 150.000 e US$ 200.000, principalmente devido à construção de um grande cenário que comportaria de 150 a 200 crianças, totalizando mais de US$ 2 milhões em custos. A entrada de Xuxa no mercado americano foi comparada à de Carmen Miranda, com o editor da Brazil Magazine em Los Angeles observando que o Brasil não havia exportado uma artista de tal magnitude desde então.
Apesar de ter ido ao ar por um ano sem reprises, devido ao número significativo de episódios gravados, o programa não atingiu o sucesso esperado. A partir de setembro de 1994, começou a ser reprisado e permaneceu no ar até 1996, quando o contrato com a MTM não foi renovado. Em 1994,Xuxa gravou alguns blocos novos para serem inseridos em reprises ou programas reeditados.
Como seus outros programas internacionais, como El Show de Xuxa e Xuxa Park, o programa também foi exibido em diversos países, incluindo Canadá, Israel, Romênia, Rússia e Filipinas.
Segundo Tom Lynch, especialista em programação infantil, o show conseguia uma audiência de 3 milhões de telespectadores. Para contextualizar, o principal canal infantil dos Estados Unidos a época que era o Disney Channel frequentemente alcançava uma audiência de 8 milhões de telespectadores.

### Controvérsias
Em abril de 1993, o tabloide The Globe publicou um artigo de página inteira, no qual rotulava Xuxa de "rainha pornô". A crítica baseava-se em sua participação em um ensaio nu para a Playboy e em seu papel no filme Amor Estranho Amor, onde sua personagem seduz um menino de 12 anos. O artigo também direcionou críticas a Pat Robertson, televangelista e um dos proprietários da MTM Enterprises, responsável pela produção do programa de Xuxa nos Estados Unidos, afirmando que o "pastor da TV paga convida a rainha pornô para apresentar seu novo show para as crianças", conforme relatado pelo repórter Bob Michals. Na reportagem, o porta-voz da MTM, Gary Berberet, tenta amenizar a polêmica, afirmando: "nós sabíamos do seu passado, mas ela (Xuxa) traz tanta alegria para as crianças de todo o mundo que não iríamos impedi-la de trazer essa alegria para a América também". O artigo, intitulado "Vaca Sagrada", também inclui declarações de David Harrel, biógrafo de Pat Robertson, que observa: "como toda figura religiosa de sucesso, Robertson não separa a voz de Deus da voz da oportunidade". O jornalista Bob Michals descreve Xuxa como uma "mulher provocativa, que apresenta seu show vestida com calças colantes ou microssaias, botas de cano alto e jaquetas reveladoras".

### Prêmios
O programa foi nomeado em 1994 para um Daytime Emmy Awards na categoria de Melhor Direção de Arte/Cenário/Cenografia.

## Lista de episódios
- Michael Feinstein (1º programa)
- As Gêmeas Olsen
- Another Olsen Twins
- Mat Plendl
- Another Mat Plendl
- Marty Putz
- Ed Alonzo and his Cat Trainer
- Gladiadores Americanos
- Woody Itson
- Mark Nizer
- Magician Ed Alonzo
- More Magician Ed Alonzo
- Mess of Mutts
- Team Rollerblade
- Universal Studio Animals
- Mongolian Acrobats
- Jeff Dunham & Peanut
- Juggling Duo The Mums
- Miniature Horse
- Bob Golic
- Skate Squad
- Ronn Lucas
- Another Ronn Lucas
- The Butterfly Man
- Rudy Coby
- Orangutan
- Alvin and the Chipmunks
- The Harlem Globetrotters
- Olga the Gymnast
- Trampoline
- Kim Zmeskal
- Circus
- Marsupial
- Rebel Ropers
- David Larible
- Jugglers
- Waylon Jennings
- Jeff Dunham
- Robert Nelson
- Amos Levkovitch
- Deborah Blando
- Phyton and Moongose
- Exposé

## Marketing

### Xuxa's Day
No dia da estreia do programa, Xuxa foi homenageada na Disney, em Orlando. Durante a celebração, um desfile foi organizado e Xuxa registrou seu nome e mãos no Teatro Chinês.  O diretor publicitário da Disney, na época, declarou: "É a primeira vez que uma apresentadora sul-americana é homenageada por seu sucesso e simpatia. Xuxa tem uma energia mágica".
Além das homenagens, o dia também foi utilizado para fins jornalísticos e publicitários, promovendo o programa.  Três anos depois, em 1996, Xuxa retornou ao parque para receber o título de cidadã honorária, participando do desfile das estrelas.

### Linha de bonecas
A empresa Rose Art Industries lançou uma linha de bonecas inspiradas em Xuxa na American International Toy Fair em 1993, antes da estreia do programa. As bonecas, que tinham características semelhantes às da apresentadora e eram do mesmo tamanho que a Barbie.O valor unitário da boneca era de US$ 5,99 enquanto que a versão completa custava US$ 24,99 e vinha com um kit de acessórios. A linha foi lançada em todo o território norte-americano e rapidamente se tornou a boneca étnica mais vendida até então nos Estados Unidos, com 500.000 unidades vendidas apenas no fim de semana de lançamento que foi feito por exclusividade na rede Toys R Us. Ao total, as vendas superaram as expectativas iniciais de que cerca de que 200.000 bonecas seriam vendidas, levando a Rose Art a produzir mais 50.000 unidades para atender as demandas. As bonecas também vinham com uma pequena fita K7 contendo músicas de Xuxa em inglês, todas intituladas "Xuxa, A Real Superstar".

### Lançamento em VHS
O programa recebeu apenas dois volumes em VHS, lançados durante seu período de exibição pelo The Family Channel, sob a distribuição da Sony Wonder. Esses VHS são muito procurados até hoje e incluem os títulos Funtastic Birthday Party e Celebration with Cheech Marin

## Assistentes de palco

### 1993:US Pixies/Paquitas
| Nome                | Título                         |
| Ana Paula Guimarães | Paquita Brasileira / US Pixies |
| Natasha Pearce      | Paquita Americana / US Pixies  |
| Larae McCarran      | Paquita Americana / US Pixies  |
| Shannon Garcia      | Paquita Americana / US Pixies  |